# Миколай Мнішек

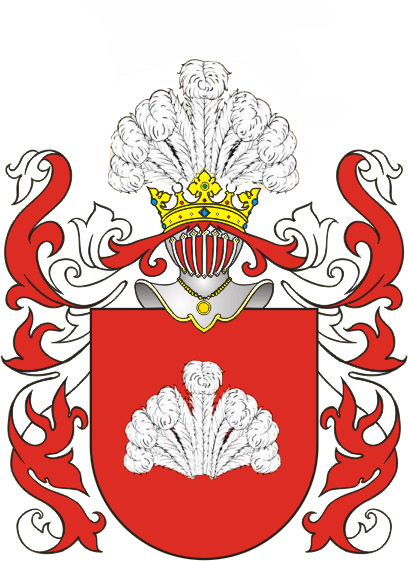
Герб Мнішех

Микола Мнішек гербу власного Мнішех (1484 — 1553) — моравський шляхтич, бургграф краківський, підкоморій надвірний коронний, підкоморій великий коронний. Основоположник династії Мнішеків у І Речі Посполитій.

## Життєпис
Походив з Моравії (чеська Сілезія); близько 1534 р. прибув до польського королівства, де став придворним короля. Король Сигізмунд I Старий надав йому староство радинське на Підляшші. Був придворним, довіреною особою короля Сигізмунда II Августа. Пліткували, що Мнішеки разом із великим коронним маршалком Яном Фірлеєм у січні 1571 р. познайомили короля з міщанкою Кракова Барбарою Ґіжанкою. Вона була схожа на покійну, отруєну дружину короля Барбару Радзивілл, за якою дуже сумував. Барбара Ґіжанка постійно перебувала біля Сигізмунда II Августа, який купив їй палац і виплатив 20 тисяч золотих. Найбільше з почуттів короля скористались Мнішеки, маршалок коронний Ян Фірлей, підканцлер Красинський, які отримали від короля найвищі державні уряди (посади).
До кінця життя Миколай Мнішек став прихильником кальвінізму, реформації, виховуючи у такому напрямку дітей, які після його смерті перейшли у католицьку віру.

## Посади
Бургграф краківський, підкоморій надвірний коронний, підкоморій великий коронний.

## Шлюб, діти

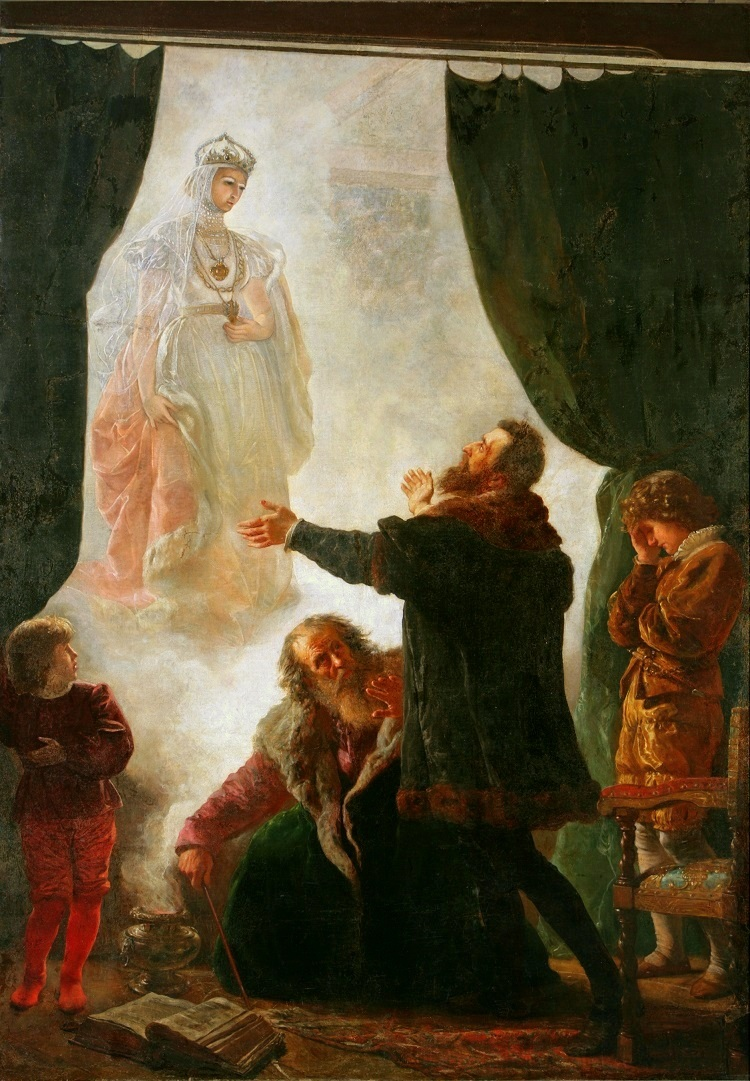
Дух Барбари Радзивілл

До 1540 одружився з Варварою Каменецькою. У шлюбі народились:
- Ян (Іван) Мнішек (*н.н. — †1612) — староста красноставський, лукомський, ясельський
- Микола Мнішек (*1550-†1597) — староста лукомський, ясельський, отецький
- Юрій Мнішек (*р.н.н. — †1613) — воєвода сандомирський, староста львівський, самбірський, сокальський, сяноцький, рогатинський, тесть московського царя Лжедмитрія І
- Єлизавета Мнішек (*н.н. — †нн.) — дружина бургграфа краківського Миколи Стадницького
- Варвара Мнішек (*н.н. — †1580), дружина:
  - старости гарволінського Лукаша Нагорського
  - маршалка коронного Яна Фірлея[1]
  - каштеляна холмського, підскарбія коронного Яна Дульського